# 潘托哈
潘托哈，是西班牙卡斯蒂利亚-拉曼恰托莱多省的一个市镇。总面积28平方公里，总人口2773人（2001年），人口密度99人/平方公里。